# كارل كالتنباش
كارل كالتنباش (بالألمانية: Karl Kaltenbach)‏ (و. 1882 – 1950 م) هو منافس ألعاب قوى ألماني، ولد في برلين، شارك في الألعاب الأولمبية الصيفية 1906، توفي في برلين، عن عمر يناهز 68 عاماً.

## روابط خارجية
- كارل كالتنباش على موقع أوليمبيديا (الإنجليزية)